# 227 av. J.-C.
Cette page concerne l'année 227 av. J.-C. du calendrier julien proleptique.

## Événements
- 29 mai (21 avril du calendrier romain) : début à Rome du consulat de Publius Valerius Flaccus et Marcus Atilius Regulus[1].
  - Création des premières provinces romaines, la Sicile conquise en 241 av. J.-C. et la Corse-Sardaigne, conquise en 237. Marcus Valerius est nommé préteur en Sardaigne, Flaminius Nepos, en Sicile[1].
- Été, guerre de Cléomène : le roi Cléomène III de Sparte, après avoir défait la Ligue achéenne au mont Lycaeum, s’empare de Mégalopolis[2].
- Automne : coup d'État de Cléomène III à Sparte. Il lance un programme de réformes[3] : abolition des dettes, création de nouveaux citoyens pris parmi les Inférieurs ou les Hilotes, qui reçoivent des lots de terre. Sparte acquiert une puissance militaire nouvelle qui permet de grands succès dans le Péloponnèse.

- Offensive d'Antigone III Doson en Carie, dans le golfe de Iasos. Il étend son influence sur Priène et Samos, avec l’aide du dynaste Olympichus d’Alinda[4].
- Destruction du Colosse de Rhodes par un tremblement de terre. La ville détruite se relève immédiatement à l’aide de secours venus de tout le monde grec[5].
- Fondation de Qart Hadasht par Hasdrubal le Beau, la cité est plus connue sous le nom de Carthago Nova (époque romaine)[6].
- Chine : Le prince Dan du Yan envoie un assassin nommé Jing Ke (荊柯) pour tuer le roi Shi Huangdi du Qin, sans succès[7].